# Fole (plaats)
Fole is een plaats in de Deense regio Zuid-Denemarken, gemeente Haderslev. De plaats telt 246 inwoners (2008).